# Carlo Bonini
Carlo Bonini (Roma, 4 marzo 1967) è un giornalista e scrittore italiano.

## Biografia
Giornalista professionista, ha lavorato per Il Manifesto e il Corriere della Sera, occupandosi di cronaca giudiziaria per poi diventare inviato ed editorialista del quotidiano la Repubblica.
Lamberto Dini, il 28 febbraio 2001, definì l'inchiesta da lui condotta con Giuseppe D'Avanzo sullo scandalo Telekom Serbia, come «non [...] il lavoro di immaginazione dei due nostri pur eccellenti giornalisti, che hanno ricevuto i pezzi di carta da qualche parte, perché nessun giornalista può pensare di ricomporre una vicenda
così delicata e complessa", ma "probabilmente [...] nata in opposizione alla nostra politica nei Balcani che non era apprezzata dai manovali della CIA che operano a Roma e di cui abbiamo nomi e cognomi". 
Il suo primo libro, La toga rossa, pubblicato nel 1998 per l'editore Tropea, vince il premio Rea per la saggistica. In seguito pubblica una biografia di Renato Vallanzasca (Il fiore del male. Bandito a Milano) che, nel 2010, ha ispirato il film Vallanzasca - Gli angeli del male di Michele Placido. Nel 2004 pubblica Guantánamo. Viaggio nella prigione del terrore, sulla prigione statunitense di Guantánamo.
Nel 2009 pubblica ACAB. All cops are bastards sui membri dell'unità della celere della Polizia di Stato da cui, nel 2012, è stata tratta l'omonima trasposizione cinematografica per la regia di Stefano Sollima.
Nel 2013 pubblica Suburra, romanzo sulla criminalità romana scritto con Giancarlo De Cataldo, di cui, nel 2015, viene realizzata una versione cinematografica, sempre diretta da Stefano Sollima, e nel 2017 una serie TV per Netflix. Nel 2015, insieme a De Cataldo, pubblica il sequel La notte di Roma. 
A inizio 2025 esce ACAB - La serie, tratta dal suo libro e di cui cura soggetto e sceneggiatura di due episodi.

## Opere
- La toga rossa, con Francesco Misiani. Marco Tropea Editore, 1998. Vincitore del premio Rea per la saggistica.
- Il fiore del male. Bandito a Milano. Tropea, 1999.
- Guantanamo. Viaggio nella prigione del terrore. Einaudi, 2004. ISBN 978-88-06-16809-4.
- Il mercato della paura. La guerra al terrorismo islamico nel grande inganno italiano, con Giuseppe D'Avanzo. Einaudi, 2006. ISBN 978-88-06-17532-0.
- ACAB. All cops are bastards. Einaudi, 2009. ISBN 978-88-06-19469-7.
- Suburra. Einaudi, 2013, con Giancarlo De Cataldo. ISBN 978-88-06-21527-9.
- La notte di Roma, 2015, con Giancarlo De Cataldo. ISBN 978-88-06-22777-7
- Il corpo del reato. Feltrinelli, 2016. ISBN 978-88-07-17310-3
- L'Isola Assassina. La sfida di Daphne al cuore corrotto dell'Europa. Feltrinelli, 2018. ISBN 978-88-07-17345-5
- Ti mangio il cuore. Feltrinelli, 2019, con Giuliano Foschini. ISBN 978-88-07-49261-7

## Filmografia

### Soggetto (derivato dai suoi libri)
- Vallanzasca - Gli angeli del male (2010)
- ACAB - All Cops Are Bastards (2012)
- Suburra (2015)
- Suburra - La serie (2017)
- Ti mangio il cuore (2022)
- ACAB - La serie – serie TV (2025)